# Conrad von Thunen
Conrad von Thunen (auch de Tunen, van Tunen, de Thune; * vor 1302; † nach 1319) entstammte einer Familie von Ministerialen des Hochstifts Münster, die sich urkundlich seit 1154 nach ihrem Lehngut im heutigen Thuine im Emsland benannte.
Im Jahre 1316 nahm er zusammen mit Otto von Ahaus die münsterschen Burgen Landegge und Fresenburg als Sicherheit für ein dem Münsteraner Bischof zum Erwerb der Herrschaft Lohn gewährtes Darlehen in Pfandschaft. Im Jahre 1317 war er Drost des münsterschen Amtes Landegge, zu dem das Emsland gehörte, und damit einer der höchsten Beamten des Niederstifts Münster. Wie auch die anderen Drosten von Landegge sah Conrad von Thunen seine besondere Aufgabe darin, die Osnabrücker Kaufleute und Handwerker bei der Beziehung der Märkte des Emslandes zu schützen, wie ein Geleitbrief aus dem Jahre 1317 belegt. Sein Nachfolger als Drost war Johann von Raesfeld.